# Tetrastichus tibialis
Tetrastichus tibialis är en stekelart som först beskrevs av William Harris Ashmead 1894.  Tetrastichus tibialis ingår i släktet Tetrastichus och familjen finglanssteklar. Inga underarter finns listade i Catalogue of Life.